# Sinocelur
Sinocelur (Sinocoelurus fragilis) – dinozaur z grupy teropodów (Theropoda); jego nazwa znaczy "chiński wydrążony (pusty) ogon" lub "chiński celur".
Żył w okresie późnej jury (ok. 157-145 mln lat temu) na terenach wschodniej Azji. Jego szczątki znaleziono w Chinach (w prowincji Syczuan).
Zidentyfikowany jedynie na podstawi kilku zębów, które mogą okazać się zębami spinozaura.